# کامپییو د آراگن
کامپییو د آراگن (به اسپانیایی: Campillo de Aragón) یک دهستان در اسپانیا است که در استان ساراگوسا واقع شده‌است. کامپییو د آراگن ۳۶ کیلومتر مربع مساحت و ۱۷۳ نفر جمعیت دارد.